# Pelargonium quercifolium
Pelargonium quercifolium är en näveväxtart som först beskrevs av Carl von Linné, och fick sitt nu gällande namn av L'hér.. Pelargonium quercifolium ingår i släktet pelargoner, och familjen näveväxter. Inga underarter finns listade i Catalogue of Life.